# Adonis Frías
Adonis Uriel Frías (Florencio Varela, 17 de Março de 1998) é um futebolista argentino que atua como zagueiro. Atualmente, defende o León.

## Carreira
Frías começou a carreira no Defensa y Justicia em 2004, sendo promovido ao time principal em 2016. Fez sua estreia profissional na derrota de 3 a 1 para o Sarmiento, em 16 de setembro de 2018. Após ser emprestado e atuar em 19 jogos na temporada de 2018-19 pelo Los Andes, Frías retornou ao Defensa na temporada 2019–20.
Na final da Copa Sul-Americana de 2020, Frías fez um o 1° gol da vitória por 3 a 0 sobre o Lanús, ajudando o Halcón a se sagrar campeão da competição, sendo esse o 1° título internacional da história do clube. Além do título, Frías também foi selecionado para a seleção do torneio.

## Títulos
Defensa y Justicia
- Copa Sul-Americana: 2020
- Recopa Sul-Americana: 2021

León
- Liga dos Campeões da CONCACAF: 2023

### Prêmios individuais
- Seleção da Copa Sul-Americana: 2020